# .at
.at е интернет домейн от първо ниво за Австрия. Администрира се от NIC.AT. Представен е през 1988 г.

## Домейни от второ ниво
- .gv.at
- .ac.at
- .co.at
- .or.at